# Johan Gunnar Andersson
Johan Gunnar Andersson (3. července 1874 Närke – 29. října 1960 Stockholm) byl švédský geolog a paleontolog.
Pocházel z rolnické rodiny a vystudoval Uppsalskou univerzitu, kde v roce 1901 získal profesuru. Zúčastnil se expedice Alfreda Nathorsta na Špicberky a pak s Otto Nordenskjöldem zkoumal Antarktidu. Je považován za autora názvu stanice Grytviken. Na Falklandských ostrovech zkoumal půdotok, na jeho objevy navázal Walery Łoziński svojí koncepcí periglaciálních jevů. V roce 1906 byl jmenován ředitelem Švédské geologické služby.
V roce 1914 přicestoval do Číny, kde spolu s Ting Wen-ťiangem založili místní geologický průzkum. Podílel se na školení čínských geologů a vyhledávání ložisek železné rudy. V Čou-kchou-tienu ho zaujal nález křemene, který se v této oblasti přirozeně nevyskytuje. Andersson proto vyslovil domněnku, že jde o nástroj pravěkých lidí, jejichž přítomnost v lokalitě později potvrdil svými vykopávkami Otto Zdansky. Při práci v provincii Che-nan Andersson objevil první artefakty neolitické kultury Jang-šao. Upozornil na podobnost jejich keramiky s východoevropskou tripolskou kulturou a dalším výzkumem v oblasti Kan-su se pokoušel dokázat spojení obou oblastí.
Po návratu do Švédska založil v roce 1926 Východoasijské muzeum ve Stockholmu. Doprovázel pak prince Gustava VI. Adolfa na čínském úseku jeho cesty kolem světa. Plánoval další expedici se Svenem Hedinem, avšak po vypuknutí čínské občanské války musel zemi opustit. Vydal knihu Děti žluté země a od roku 1938 byl ředitelem Východoasijského muzea.
Jeho první manželkou byla podnikatelka a filantropka Signe Bergnerová a druhou manželkou výtvarnice Elsa Roseniusová. Pro své působení v Číně získal přezdívku Kina-Gunnar. Je po něm pojmenován Anderssonův ostrov u špice Antarktického poloostrova.